# دوري أندورا الممتاز 2006–07
دوري أندورا الممتاز 2006–07 هو الموسم 12 من  دوري أندورا الممتاز. أقيم خلال الفترة 24 سبتمبر 2006 وحتى 6 مايو 2007، والذي يشرف على تنظيمه اتحاد أندورا لكرة القدم، وكان عدد الأندية المشاركة فيه  8، وفاز فيه FC Rànger's ‏.